# 즈쇼 히로사토
즈쇼 히로사토(일본어: 調所広郷, 1776년 3월 24일 ~ 1849년 1월 13일)는 에도 시대 후기의 사쓰마번 가로이다. 당시에는 즈쇼 쇼자에몬(調所笑左衛門)으로 불렸다.